# SORKC-Modell
Das SORKC-Modell (auch SORCK-Modell, SORK-Modell oder SORC-Modell) ist eine Erweiterung des operanten Konditionierens (S: Stimulus → R: Reaktion → C: Konsequenz) nach B. F. Skinner, welches zuerst von Lindsley im Jahr 1964 um die Variable K (Kontingenz) erweitert wurde, und 1969 im Zuge der kognitiven Wende der Verhaltenstherapie von F. Kanfer und G. Saslow um das Element O (Organismus).
Es ist ein Verhaltensmodell, das fünf Bestimmungsstücke als Grundlage von Lernvorgängen beschreibt. Im deutschen Sprachraum wurde daraus eine „Verhaltensgleichung“ geprägt, also ein Modell, das sowohl Verhalten als auch den Erwerb von Verhalten erklärt. Das SORKC-Schema gilt in der Verhaltenstherapie mittlerweile als Standard für die Erklärung des Zustandekommens von pathopsychologischen Verhalten in ätiologischer Hinsicht, aber auch des Ablaufs dieses Verhaltens in der konkreten Situation. 
Frederick Kanfer wollte das SORKC-Modell eher als Arbeitshypothese verstanden wissen und versuchte immer, auch auf andere Ansätze und Entwicklungen hinzuweisen. Die axiomhafte Anwendung des SORKC-Schemas bekämpfte er.

## Bestandteile

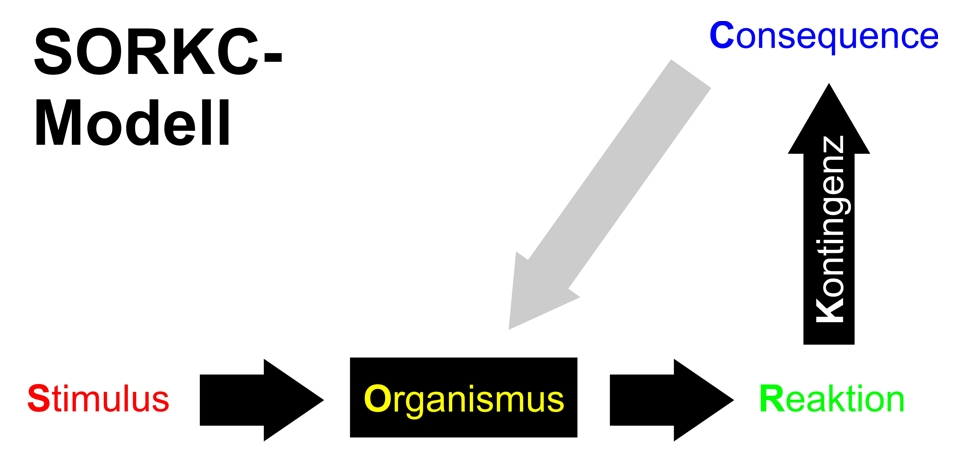

- S (Stimulus) bezeichnet eine äußere oder innere Reizsituation. Der Stimulus erfasst die das Verhalten auslösenden Bedingungen (In welcher Situation tritt das Verhalten auf?).
- O (Organismusvariable) bezeichnet die individuellen biologischen und lerngeschichtlichen Ausgangsbedingungen bzw. Charakteristika der Person auf den Stimulus.
- R (Reaktion bzw. Verhalten) bezeichnet die Reaktion auf den Stimulus nach der Verarbeitung durch den Organismus auf kognitiver, motorischer, vegetativer und affektiver Ebene.
- K (Kontingenz) bezeichnet die Regelmäßigkeit des Auftretens der Konsequenz nach der Reaktion.[7]
- C (Konsequenz) bezieht sich auf das Einsetzen einer Verstärkung oder Bestrafung als Folge eines Verhaltens (Was folgt auf das Verhalten?).

In einigen Übersetzungen wird die Zuordnung von K und C vertauscht. Üblicher ist jedoch in der Praxis C für die Konsequenz zu verwenden und dementsprechend zu unterscheiden zwischen C+ (positive Konsequenz: positive Verstärkung), C+/ (Entzug positiver Konsequenz: indirekte Bestrafung), C- (direkte Bestrafung) und C-/ (Entzug negativer Konsequenz: negative Verstärkung).
Im SORKC-Modell sind die zentralen Lernmechanismen vereinigt: Während sich S und R auf die klassische Konditionierung (ein Reiz löst ein bestimmtes Verhalten aus) beziehen, umfassen R und C das operante Lernen (positive bzw. negative Konsequenzen steuern ein Verhalten). Im Falle der klassischen Konditionierung ist S ein konditionierter Stimulus (CS), im Falle der operanten Konditionierung wäre S ein diskriminativer Stimulus (SD, SΔ), der anzeigt, ob im Falle einer Reaktion eine Konsequenz (C) erfolgt.
Grundsätzlich kann man also sagen:
| S | → | O | → | R | → | K | → | C |

Ein Reiz wirkt auf einen Organismus ein, der bei diesem eine emotionale-physiologische Reaktion auslöst. Nachfolgend ergibt sich eine Konsequenz aus der Reaktion (z. B. Erleichterung durch Flucht). Läuft dieser Vorgang häufig ab, verstärkt sich die Reaktion; es wird gelernt, bestimmte Verhaltensweisen bilden sich heraus. Auf diese Weise können unter anderem psychische Krankheiten oder Verhaltensstörungen entstehen oder auch bekämpft werden - bspw. durch ein Einüben anderer Verhaltensweisen oder durch eine Veränderung von Stimuli. Dieser Ansatz wird vor allem in der Verhaltenstherapie verfolgt.

## Beispiel
Beispiel mit dem Verhalten eines Zwangspatienten (Kontrollzwang):
- S: Die Person verlässt ihre Wohnung (externe auslösende Situation).
- O: Sich Sorgen zu machen und in Grübelschleifen zu geraten, gehört zum Denkstil des Patienten.[10]
- R(kognitiv): „Das Haus könnte abbrennen, falls ich vergessen habe den Herd auszuschalten oder ein Kabel durchbrennt.“
- R(emotional): Angst, starke Beunruhigung.[10]
- R(physiologisch): Anspannung, erhöhter Puls, Schwitzen, motorische Unruhe.[10]
- R(motorisch): Daraufhin geht die Person zurück in die Wohnung, kontrolliert den Herd und sucht alle Räume ab, ob auch wirklich alle Stecker gezogen sind.
- K: Die Wahrscheinlichkeit ist hoch, sich nach dem Kontrollieren (R) zu entspannen (C-/).[10]
- C-/(kurzfristig): Als Konsequenz (C) tritt bei der Person eine Spannungsreduktion auf, jedoch verstärkt sich hierdurch der Kontrollzwang (R(motorisch)). Die Reduktion der unangenehm empfundenen Spannung wird deshalb als negative Verstärkung (C-/) bezeichnet, weil sich dadurch die Häufigkeit des Kontrollierens verstärkt.
- C+/(langfristig): Der Patient vermeidet aus dem Haus zu gehen und verliert dadurch soziale Kontakte.